# Лаще
Лаще (словен. Lašče) — поселення в общині Жужемберк, регіон Південно-Східна Словенія, Словенія. Висота над рівнем моря: 374,8 м.